# Böttingen
Böttingen ist eine Gemeinde im Landkreis Tuttlingen in Baden-Württemberg (Deutschland) und hat sich in den vergangenen Jahrzehnten von einem landwirtschaftlich geprägten Dorf zu einer Industriegemeinde entwickelt. Das Wappen zeigt als Wahrzeichen eine stilisierte Silberdistel, welche auf dem Gebiet der Gemeinde relativ häufig vorkommt.

## Geographie

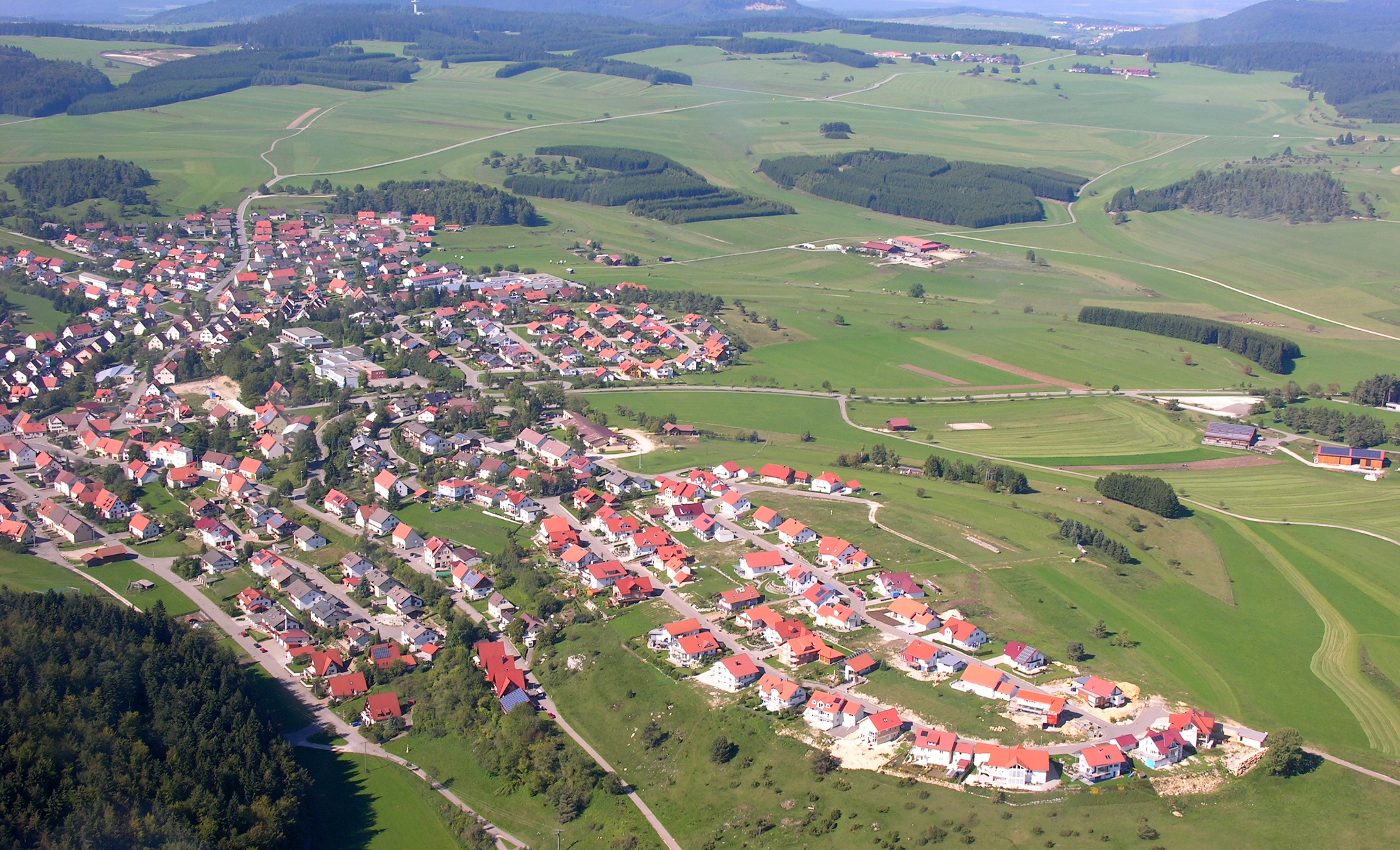
Böttingen

### Geographische Lage
Böttingen liegt auf der Hochfläche des Großen Heubergs in einem langen Trockental.  Wahrzeichen der Gemeinde ist der Alte Berg (980 m ü. NHN) mit Überblick über die naturgeschützte Landschaft der Südwestalb und mit Alpensicht.
Die höchste Erhebung der Gemarkung ist der Galgenberg mit 993,8 m ü. NHN, den niedrigsten Punkt findet man am Lippach beim Austritt aus dem Gemeindegebiet auf 823,9 m ü. NHN. Sowohl der hieraus resultierenden mittleren als auch der durchschnittlichen Höhe nach ist Böttingen die höchstgelegene heutige Gemeinde im ehemaligen Königreich Württemberg.

### Nachbargemeinden
Die Gemeinde grenzt im Norden an Gosheim, im Nordosten an Bubsheim, im Osten an Königsheim und Kolbingen, im Süden an Mahlstetten und Dürbheim sowie im Westen an Balgheim und Denkingen.

### Gemeindegliederung
Zur Gemeinde Böttingen gehören das Dorf Böttingen und das Gehöft Allenspacher Hof. Im Gemeindegebiet liegen die Wüstungen Leineburg und Windingen.

### Schutzgebiete
In Böttingen liegt das Naturschutzgebiet Alter Berg und das Landschaftsschutzgebiet Sommerschafweide am Eingang zum Schäfertal, im Grauental, Kuhwasen und am Hühnerbühl.
Böttingen hat zudem Anteil am FFH-Gebiet Großer Heuberg und Donautal sowie am Vogelschutzgebiet Südwestalb und Oberes Donautal. Darüber hinaus gehört Böttingen zum Naturpark Obere Donau.

## Geschichte

### Antike
Da sich auf dem Gebiet der heutigen Gemeinde zwei römische Straßen trennen (Böttingen-Dürbeim-Rusberg-Tuttlingen und Böttingen-Mahlstetten-Aggenhausen-Nendingen-Heidenkapf), und Wasserquellen vorhanden sind, wird angenommen, dass der Ort bereits durch die Römer angelegt wurde. Keltische und alemannische Gräberfunde sowie Steinbeilfunde in der Böttinger Beilsteinhöhle weisen jedoch auf eine frühere Besiedlung bis zurück in die Steinzeit hin. 

### Vom Mittelalter zur Mediatisierung
Die erste urkundliche Erwähnung als "Potinga" datiert auf das Jahr 802 und beinhaltet eine Grundstückschenkung an das Kloster St. Gallen. Ab 1253 kam das Gebiet unter den Schutz der Zollern an das Kloster Beuron, nach Besitzwechseln an das Bistum Konstanz und dann an den Ritter Konrad von Wytingen verblieb es ab 1409 im Besitz der Herren von Enzberg, bis es 1805 zu Württemberg kam.

### Seit der Zugehörigkeit zu Württemberg
Im Königreich Württemberg war es seit 1810 dem Oberamt Spaichingen zugeordnet. Das Dorf musste der jeweiligen Herrschaft bis 1848 Zins und den Zehnten abliefern sowie Frondienste leisten. Das enzbergische Patronatsrecht besteht bis heute. Bei der Gebietsreform 1938 gelangte der Ort zum Landkreis Tuttlingen. Im Jahre 1945 wurde die Gemeinde ein Teil der Französischen Besatzungszone und kam somit zum Nachkriegsland Württemberg-Hohenzollern, das 1952 im Bundesland Baden-Württemberg aufging.
Pfingsten 1977 fand in Böttingen das sechste Überbündische Treffen mit 3700 Übernachtungen im Zeltlager statt.

### Ehemaliger Militärstandort
Zwischen 1963 und 1976 war Böttingen Standort einer Abschussanlage für militärische Raketen. Die Anlage, welche mehrere Standorte auf den Gemarkungen Böttingen und Dürbheim umfasste, wurde zwischen 1962 und 1963 für die französischen Truppen errichtet. Nach dem Rückzug Frankreichs aus der NATO räumten die französischen Truppen im Dezember 1966 die Anlagen. Im Jahr 1969 wurde die Quick-Reaction-Alert-Stellung (QRA), auch genannt X-Area, von US-Einheiten bezogen und zur Pershing I -Stellung ausgebaut. Am 22. Februar 1970 kam es zu einer Beinahe-Katastrophe. Während unsachgemäßer Wartungsarbeiten an dem nuklearen Sprengkopf einer Pershing-Rakete, die sich im QRA-Status befand, fiel dieser zu Boden. Der Abschussbereich wurde geräumt und die Stellung hermetisch abgeriegelt. Die befürchtete Detonation erfolgte jedoch nicht. Zuerst erhielt der Unfall den Status 'Broken Arrow' (gebrochener Pfeil), wurde später jedoch in die Kategorie 'Bent Spear' (gebogener Speer) zurückgestuft. Im Jahr 1976 wurde der Standort geräumt und nach Inneringen verlegt.

### Religion
Der traditionell katholisch geprägte Ort Böttingen gehört mit seiner Gemeinde St. Martinus zur Seelsorgeeinheit Oberer Heuberg  im Dekanat Tuttlingen-Spaichingen.

## Politik
Die Gemeinde ist Mitglied der Vereinbarten Verwaltungsgemeinschaft mit der Stadt Spaichingen.

### Bürgermeister
- 1984–2016: Gerhard Minder (* 1954, CDU), zugleich Bürgermeister von Mahlstetten 1992–2016
- seit 2016: Benedikt Buggle (* 1982, CDU)[10]

### Gemeinderat
Der Gemeinderat in Böttingen hat zehn Mitglieder. Er besteht aus den ehrenamtlichen Gemeinderäten und dem Bürgermeister als Vorsitzendem. Der Bürgermeister ist im Gemeinderat stimmberechtigt. Bei der Kommunalwahl am 9. Juni 2024 wurde der Gemeinderat durch Mehrheitswahl gewählt. Mehrheitswahl findet statt, wenn kein oder nur ein Wahlvorschlag eingereicht wurde. Die Bewerber mit den höchsten Stimmenzahlen sind dann gewählt. Die Wahlbeteiligung betrug 67,49 % (2019: 70,2 %).

### Wappen
| Wappen von Böttingen | Blasonierung: „In Rot eine Silberdistel mit silberner (weißer) Blüte und vier strahlenförmig schräggestellten goldenen (gelben) Blättern.“ |
| Wappen von Böttingen | Wappenbegründung: Das Wappen und die Flagge wurden am 19. August 1965 vom Innenministerium verliehen. Die Gemeinde wünschte sich als Wappenzeichen eine Silberdistel, da es für die Albflora eine charakteristische Pflanze darstellt sowie auch auf der Gemarkung Böttingens beheimatet ist. |

### Banner und Flagge
|  | 00Banner: „Das Banner ist weiß-rot längsgestreift mit dem aufgelegten Wappen oberhalb der Mitte.“ |
|  | 00Hissflagge: „Die Flagge ist weiß-rot quergestreift mit dem Wappen in der Mitte.“                |

## Wirtschaft und Infrastruktur

### Wirtschaft
Um 1845 wird von Lorenz Wäldle aus Böttingen Eisenerz abgebaut. Die selbständigen Knappen schürften auf eigenes Risiko und wurden von Erzmesser Monitgel in Ludwigsthal nach abgelieferter Menge bezahlt.
Die Gemeinde ist geprägt durch industrielle Betriebe kleiner und mittlerer Größe (Schwerpunkt: Metallverarbeitung) sowie durch zahlreiche Handwerksbetriebe. Mit Abstand größter lokaler Arbeitgeber ist die Marquardt-Gruppe (Schalt- und Bediensysteme).

### Verkehr
Durch Böttingen führt die Landesstraße 438. Die Gemeinde liegt im Gebiet des Verkehrsverbund Schwarzwald-Baar-Heuberg. Regelmäßige Busverbindungen bestehen nach Tuttlingen und Spaichingen.
Durch Böttingen verläuft als Landes-Radfernweg der Schwäbische-Alb-Radweg. Er führt über die ganze Schwäbische Alb vom Bodensee nach Donauwörth. Er verläuft dabei von Tuttlingen über den Mühlheimer Ortsteil Stetten und über Mahlstetten nach Böttingen und weiter über Gosheim und Wehingen nach Balingen.

### Bildung
Mit der Nachbarschaftsschule Böttingen ist eine Grundschule vorhanden. Weiterführende Schulen finden sich in Gosheim/Wehingen sowie in Spaichingen und Tuttlingen.

## Kultur und Sehenswürdigkeiten
Die Kommune ist dem Tourismusverband „Donaubergland“ angeschlossen und bietet zahlreiche Ausflugsziele für Wanderer und Radfahrer.

### Bauwerke

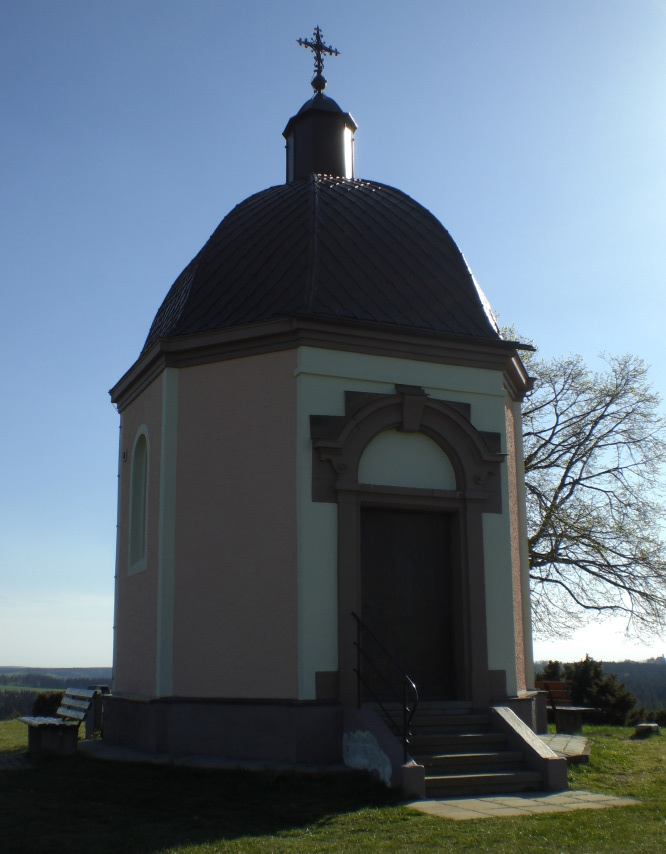
Josefs-Kapelle auf dem Alten Berg

- Auf dem Gipfel des Alten Berges befindet sich die 1919 im Beuroner Stil errichtete Josefs-Kapelle.
- Im historischen Ortskern befinden sich neben jahrhundertealten Bauernhäusern die Kirche St. Martin mit Pfarrgarten, Pfarrbrunnen, Pfarrhaus und Pfarrscheuer sowie die ehemalige Dorfschule (heute als Rathaus genutzt). Die historischen Bauernhäuser im Ortskern werden systematisch durch die Gemeinde aufgekauft und abgerissen, um Platz für Neubauten zu schaffen.
- Am Ortseingang befindet sich an der Kreuzung Hauptstraße/Kirchstraße der historische Sternenbrunnen.
- In der Nähe des Spaichinger Wegs befindet sich eine Mariengrotte.
- Außerhalb von Böttingen befindet sich der Allenspacher Hof.

### Freizeit und Sport
- Vom Alten Berg (980 m ü. NHN) bietet sich bei guter Witterung eine Sicht auf das gesamte Alpenpanorama, von der Hohen Bleick in den Ammergauer Alpen im Osten über die Tannheimer Berge, die Allgäuer- und Lechtaler Alpen, die Silvretta, das Rhätikon, die St. Galler-, Glarner- und die Urner Alpen bis zu den Berner Alpen mit Eiger, Mönch und Jungfrau im Westen.
- Ausgeschilderte Wanderwege über den Heuberg bis ins Donautal.
- 60 Kilometer langes Loipenverbundnetz auf der Heuberghochebene.
- Das Segelfluggelände Klippeneck befindet sich direkt an der Gemarkungsgrenze der Gemeinde zu Denkingen. Der Ortskern ist über eine Straße und einen Wanderweg angebunden.

### Naturdenkmäler
- Die Allenspacher Hoflinde auf dem Allenspacher Hof ist der älteste und zugleich stärkste Baum im Landkreis Tuttlingen.
- Das von Wacholderheiden geprägte Areal rund um den Alten Berg wurde 1996/1997 zum Naturschutzgebiet erklärt.
- Der Götzenaltar zwischen Böttingen und Königsheim ist ein Felsblock in einer Waldlichtung, umgeben von Felsgestein und Grabhügeln.

## Persönlichkeiten
- Bernhard Häring (1912–1998), Redemptorist, katholischer Moraltheologe, bekannt durch seine Standardwerke der Moraltheologie Das Gesetz Christi (1954) und Frei in Christus (1979–1981).
- Margret Marquart (1928–2004), Missionsärztin in Uganda und Ghana, Gründerin des Kpando-Hospitals in Kpando (Ghana), heute Margret-Marquart-Catholic-Hospital (MMCH)